# Pouilley-les-Vignes
Pouilley-les-Vignes – miejscowość i gmina we Francji, w regionie Burgundia-Franche-Comté, w departamencie Doubs.
Według danych na rok 1990 gminę zamieszkiwało 1707 osób, a gęstość zaludnienia wynosiła 183 osoby/km² (wśród 1786 gmin Franche-Comté Pouilley-les-Vignes plasuje się na 92. miejscu pod względem liczby ludności, natomiast pod względem powierzchni na miejscu 475.).